# ブレイド・ティドウェル
ジャンゼン・ブレイド・ティドウェル（Janzen Blade Tidwell, 2001年6月8日 - ）は、アメリカ合衆国テネシー州モーリー郡コロンビア出身のプロ野球選手（投手）。右投右打。MLBのニューヨーク・メッツ傘下所属。

## 経歴
2022年のMLBドラフト2巡目（全体52位）でニューヨーク・メッツから指名されプロ入り。契約金は180万ドル。傘下のルーキー級フロリダ・コンプレックスリーグ・メッツでプロデビューし、1試合に登板した後にA級セントルーシー・メッツへ昇格した。